# Donà (famiglia)

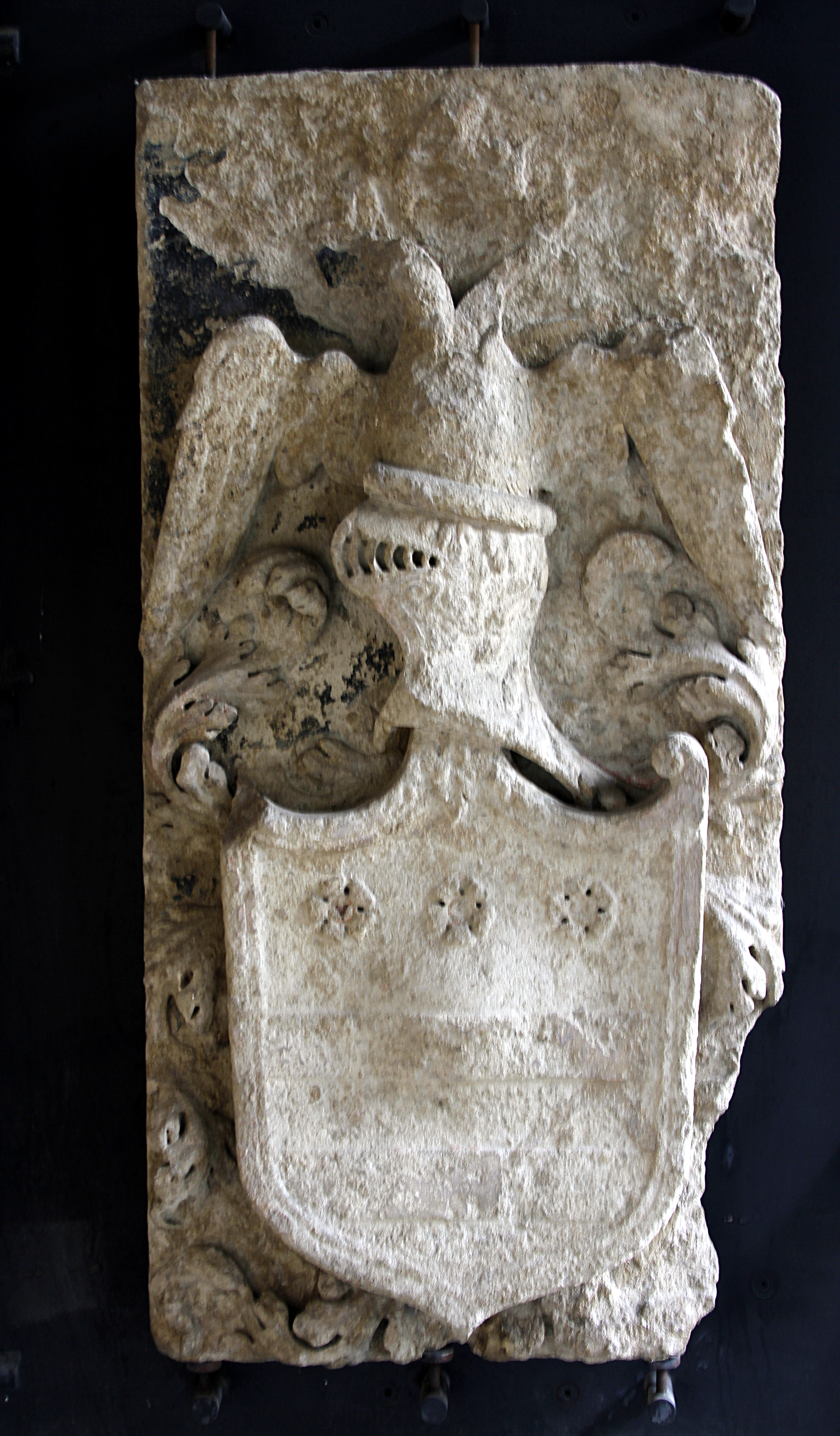
Stemma dei Donà delle Rose ai Musei civici di Padova

I Donà  furono una famiglia patrizia della Repubblica di Venezia.

## Storia

### Origini
Esistettero, di fatto, due famiglie Donà, l'una detta "dalle Trezze" e l'altra "dalle Rose" per le figure che comparivano nei rispettivi stemmi. Secondo la leggenda esse condividevano lo stesso capostipite, benché una fosse venuta a Venezia da Altino nel 790 e l'altra dalla Romagna nel 912.
La documentazione storica, invece, attesta questa famiglia a partire dal XII secolo, mentre la distinzione nei due rami compare dalla fine del Duecento. Pur avendo partecipato al Maggior Consiglio già prima della Serrata del 1297, è solo dal Quattrocento che i Donà assumono prestigio politico, in concomitanza con la loro ascesa economica.
Nel tempo i due rami si propagarono ulteriormente, dando origine a numerosi altri nuclei. Marco Barbaro ricorda quelli "a San Polo", "dai Santi Giovanni e Paolo in calle della Testa", "da Sant'Agnese", "alla Riva di Biasio", "in rio della Sensa", "da Santa Ternita", "da San Bastian su la fondamenta", "da San Benetto", "da San Barnaba", "sulle Fondamente Nuove" (poi "dalle Rose"), "da Sant'Alvise", "ai Carmeni", "da San Stin", "in rio terà della Maddalena", "da San Vio" (poi "dalle Torreselle"), "dalla Zuecca", "dalla Tressa".
Ai "dalle Rose" appartennero i dogi Francesco (1545 - 1553) e Leonardo (1606 - 1612), mentre proveniva dai "delle Trezze" il doge Nicolò (1618).

### Donà dalle Rose

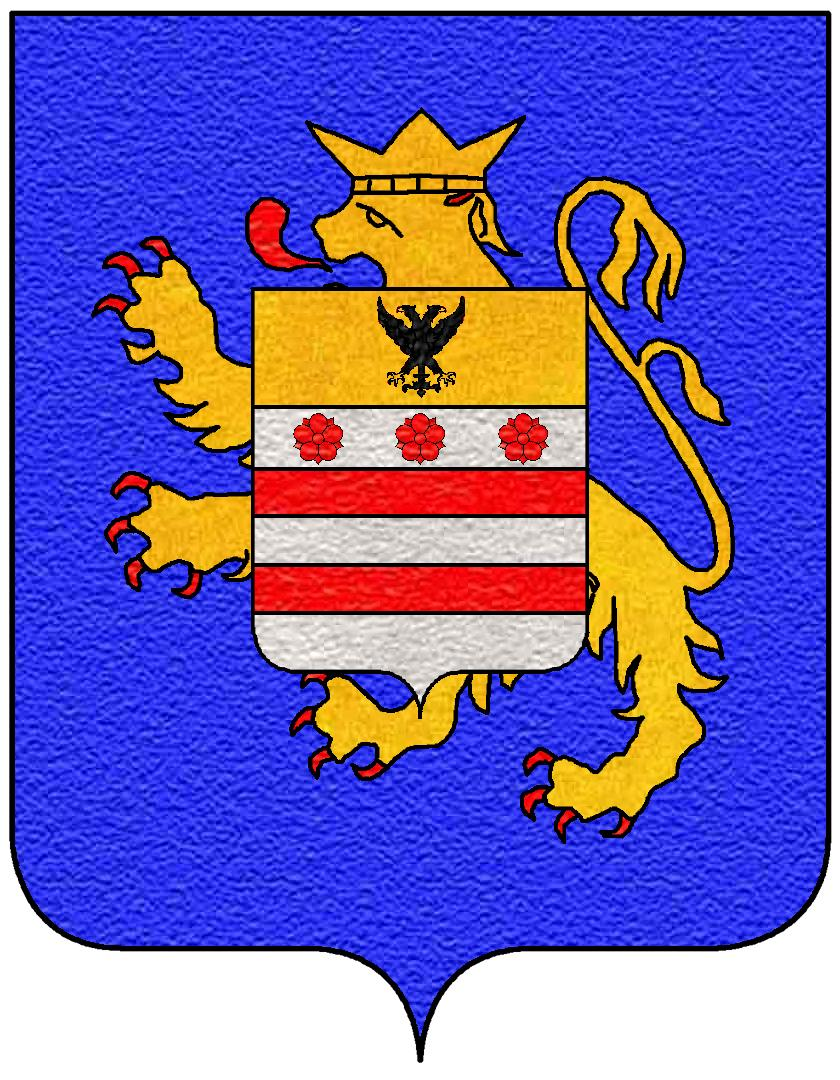
Stemma Donà dalle Rose

Anticamente detti semplicemente "di Cannaregio" o "sulle Fondamente Nove" dal luogo in cui dimoravano, assunsero questo appellativo sul finire del XV secolo, quando caricarono la loro arma di tre rose rosse. Secondo la tradizione, esse ricordano la rosa d'oro che papa Sisto IV fece pervenire al doge Andrea Vendramin per mezzo dell'ambasciatore Antonio di Andrea Donà, zio del futuro doge Francesco (24 marzo 1476); in verità questo stemma era in uso già in epoca precedente.
Sul finire dell'Ottocento, grazie ai legami di parentela, nel patrimonio famigliare confluirono le eredità di alcune delle più importanti famiglie veneziane. Fu in particolare il matrimonio tra Luigi Donà dalle Rose e Maddalena Martinengo "da Barco", sorella e unica erede del senatore Leopardo, a trasmettere al figlio Antonio le proprietà che erano state degli Zane, dei Corner "di San Cassiano", dei Barbarigo "di Santa Maria Zobenigo", dei Sagredo "di Santa Sofia" e dei Michiel "dalle Colonne", cui si aggiungevano le sostanze dei Boldù "di Santa Maria Nova" tramite la prozia paterna Teresa Calbo-Crotta.

### Donà dalle Torreselle
Ai due rami suddetti se ne aggiungeva un terzo che fu soprannominato "dalle Torreselle" quando nel Cinquecento acquisirono (prima in parte, poi completamente) l'ex palazzo Venier dalle Torreselle, ora scomparso. La costruzione, che sorgeva a San Vio, era così detta perché culminava con una torretta, in veneziano, appunto, toresèa.
Pur non essendo particolarmente ricca, riuscì a dare alcuni membri illustri, specialmente un Giovanni (1691 - 1766) che fu politico e diplomatico. Si estinse con la morte del fratello di quest'ultimo, Marco (1709 - post 1793).

## Membri illustri
- Pietro Donà († 1447), arcivescovo
- Ermolao Donà († 1450), politico, diplomatico e militare
- Andrea Donà (1395-1466), politico e diplomatico
- Nicolò Donà (1434 - 1497), patriarca
- Lodovico Donà († 1484), vescovo
- Girolamo Donà († 1511), diplomatico e umanista
- Francesco Donà (1468–1553), politico e diplomatico, doge dal 1545 alla morte
- Leonardo Donà (1536-1612), politico e diplomatico, doge dal 1606 alla morte
- Nicolò Donà (1540-1618), politico e diplomatico, doge nel 1618
- Nicolò Donà (1542-1614), politico, fratello di Leonardo
- Antonio Donà (1584-1649), politico e diplomatico, figlio di Nicolò
- Giovanni Donà (1627-1699), politico, diplomatico e letterato
- Nicolò Donà (1705-1765), politico e filosofo
- Francesco Donà (1744-1815), politico e storico
- Pietro Donà delle Rose (1914-1941), aviatore, Medaglia d'oro al valor militare

## Architettura

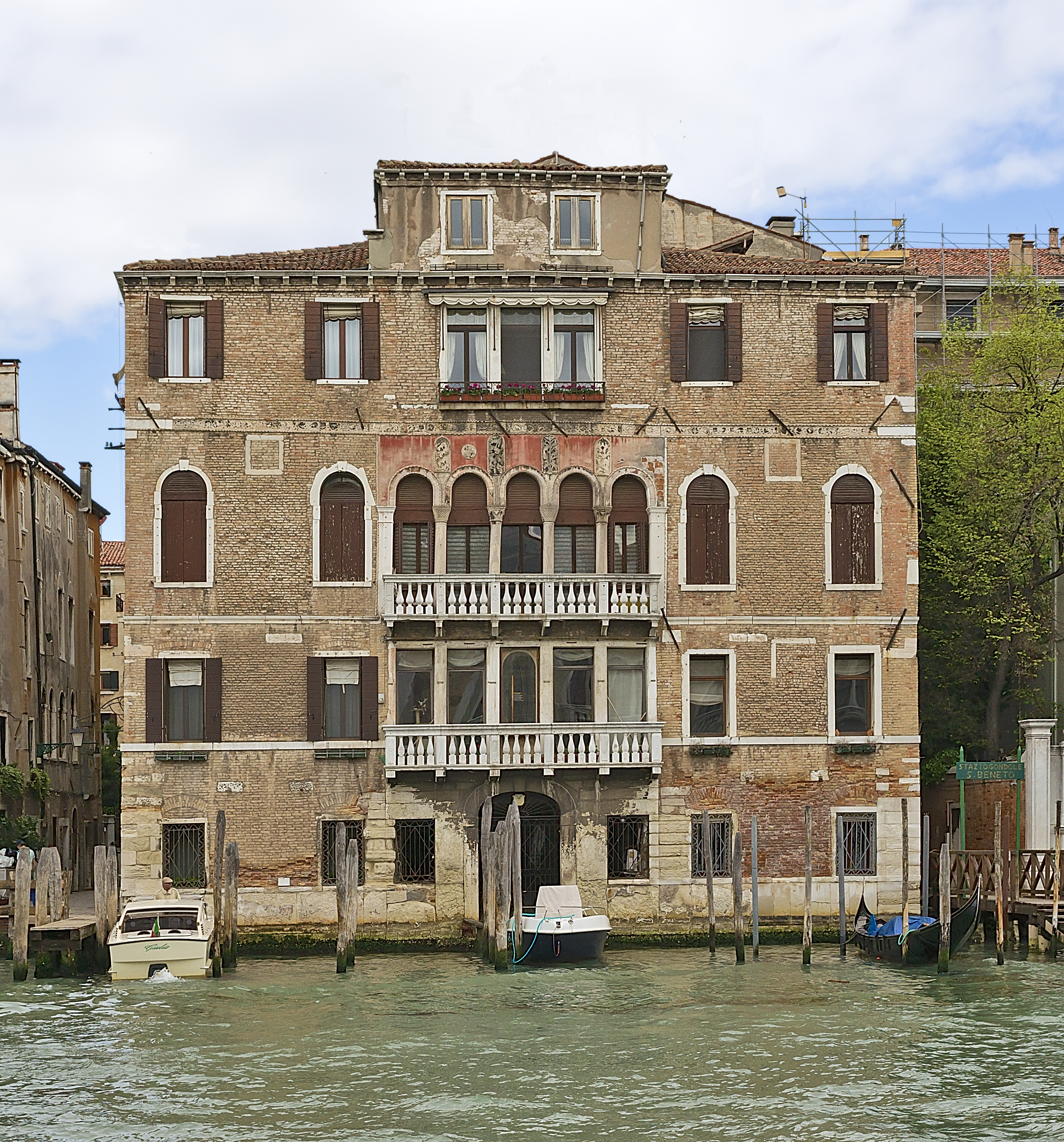
Palazzo Donà della Trezza
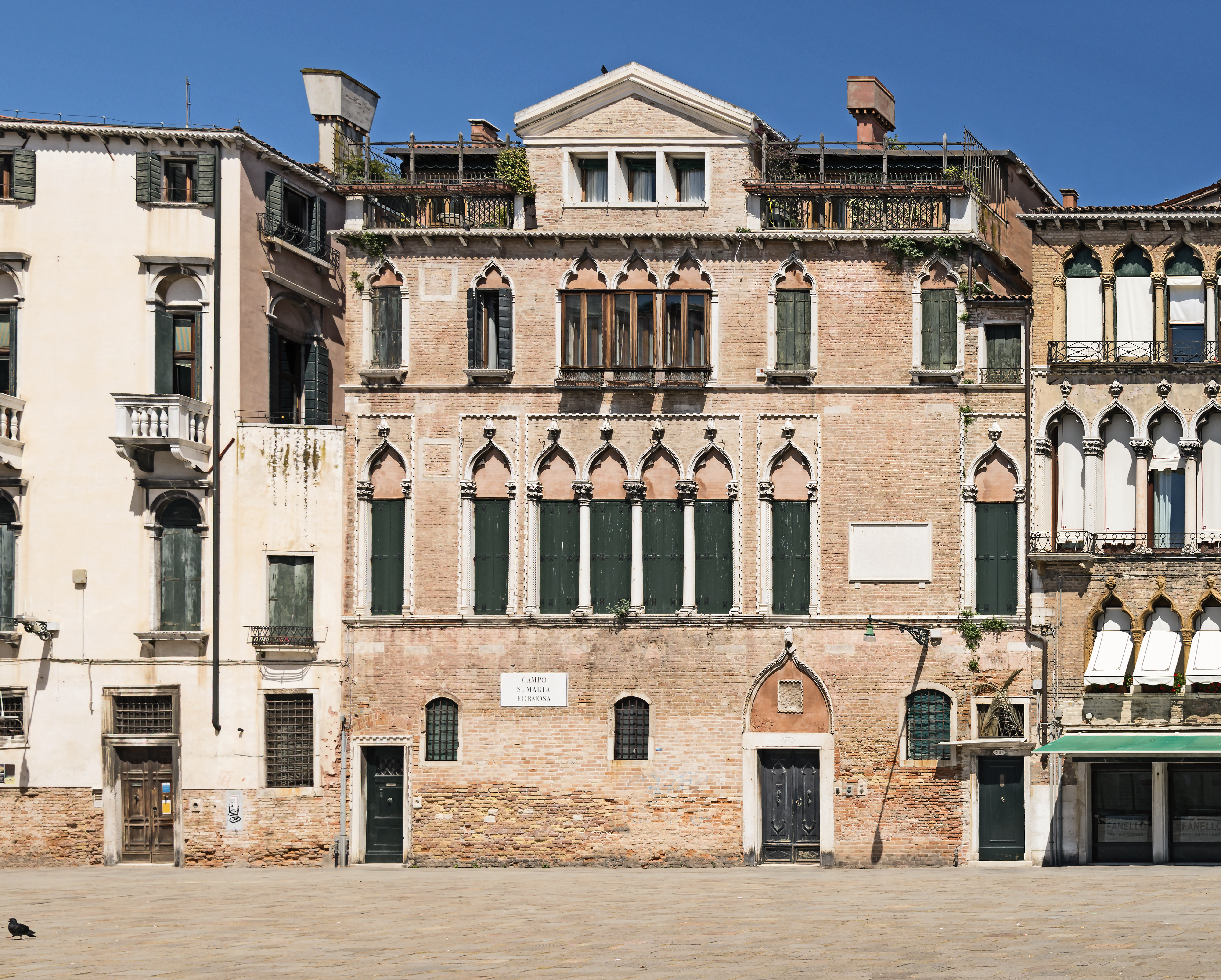
Palazzi Donà - Palazzo centrale
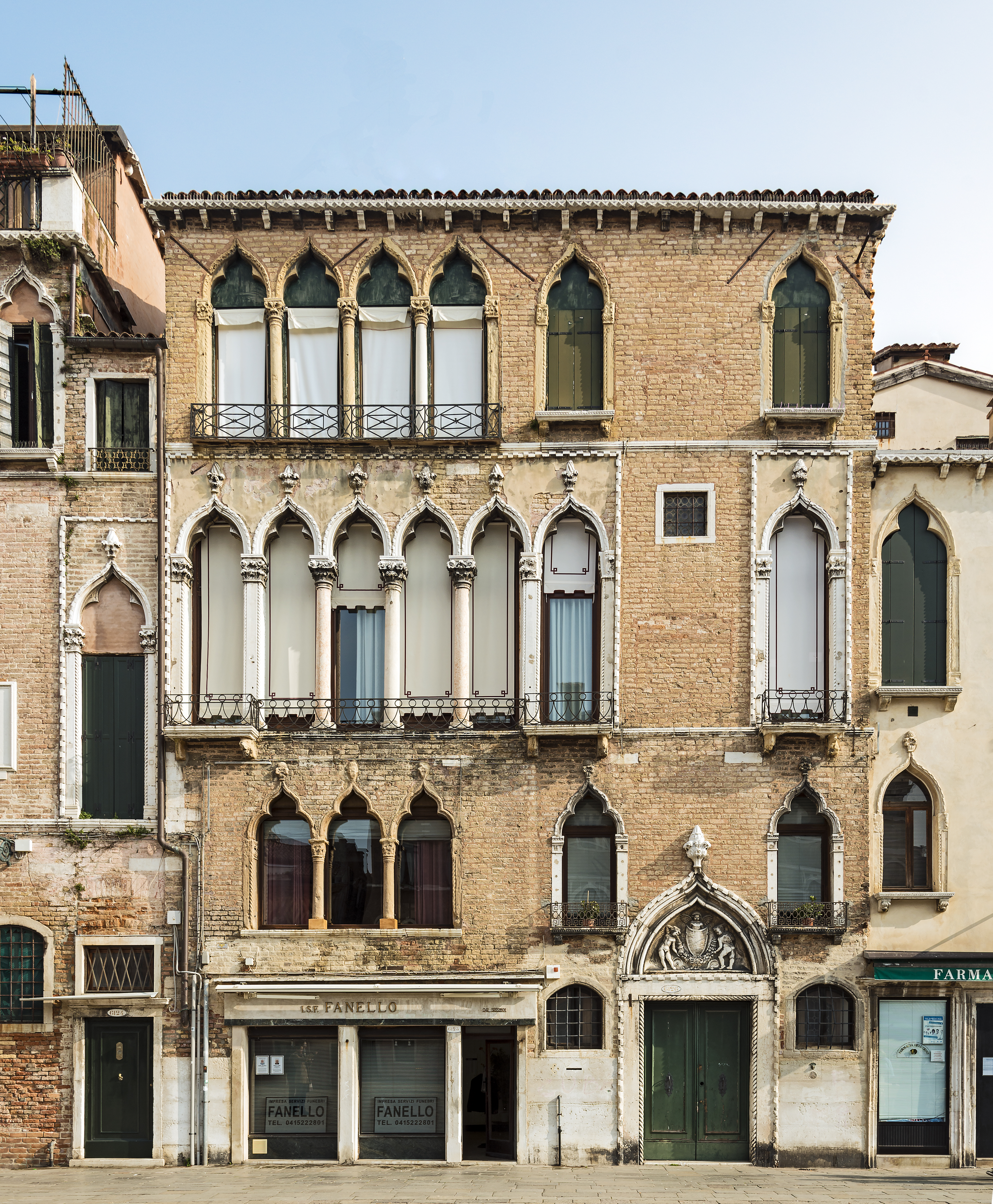
Palazzi Donà - Palazzo di destra
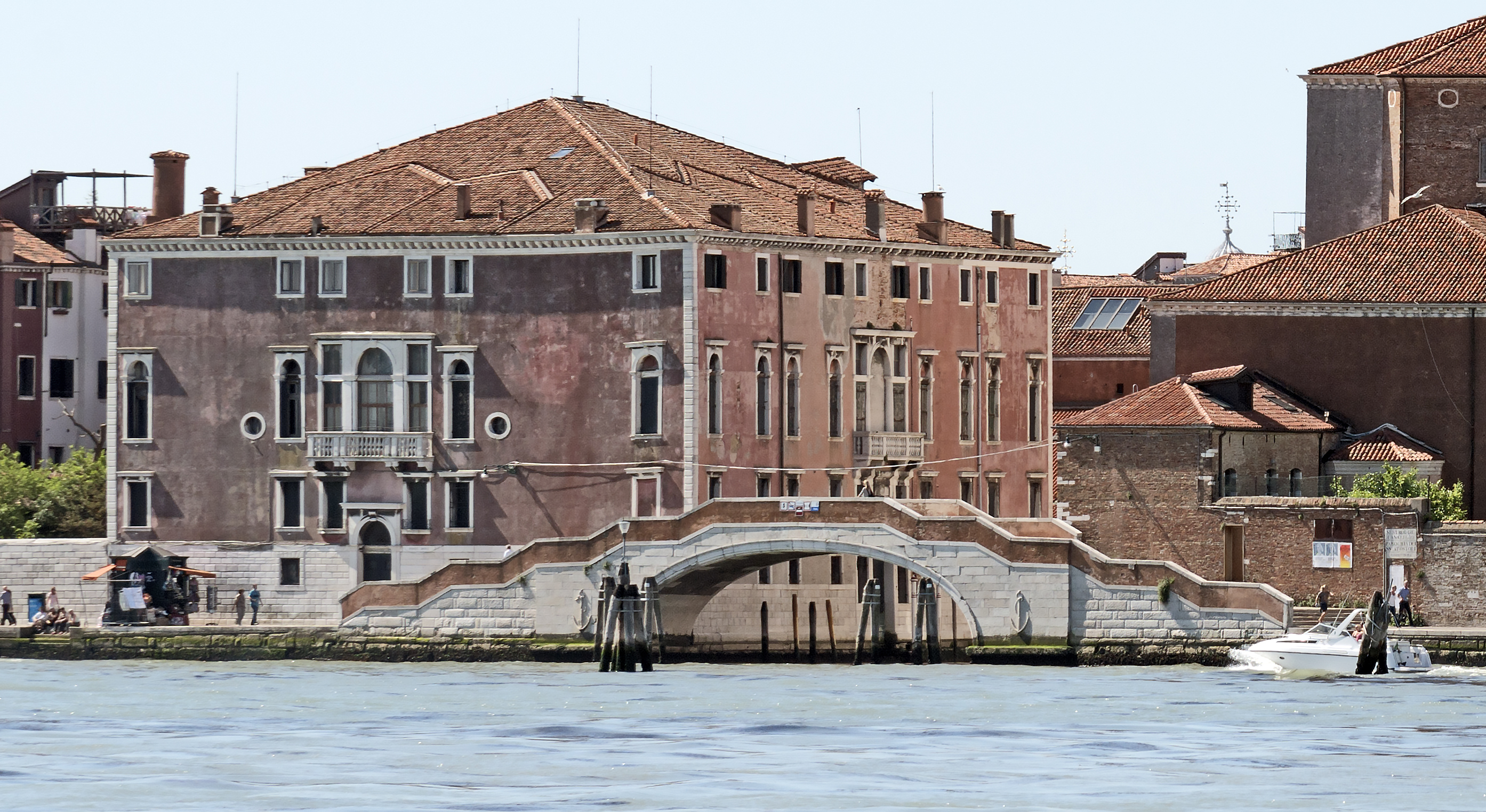
Ponte Donà e Palazzo Donà dalle Rose
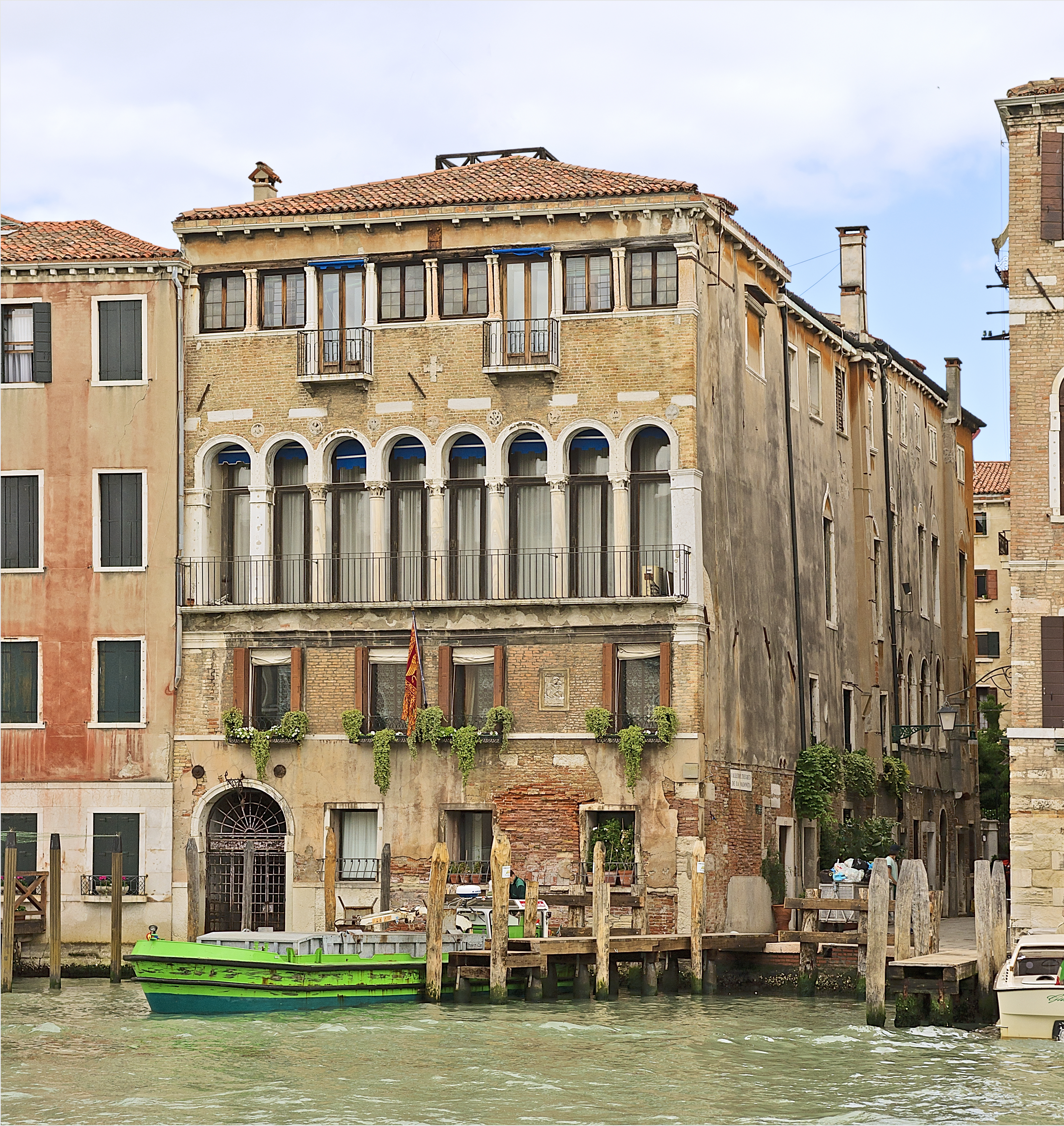
Palazzo Donà della Madoneta
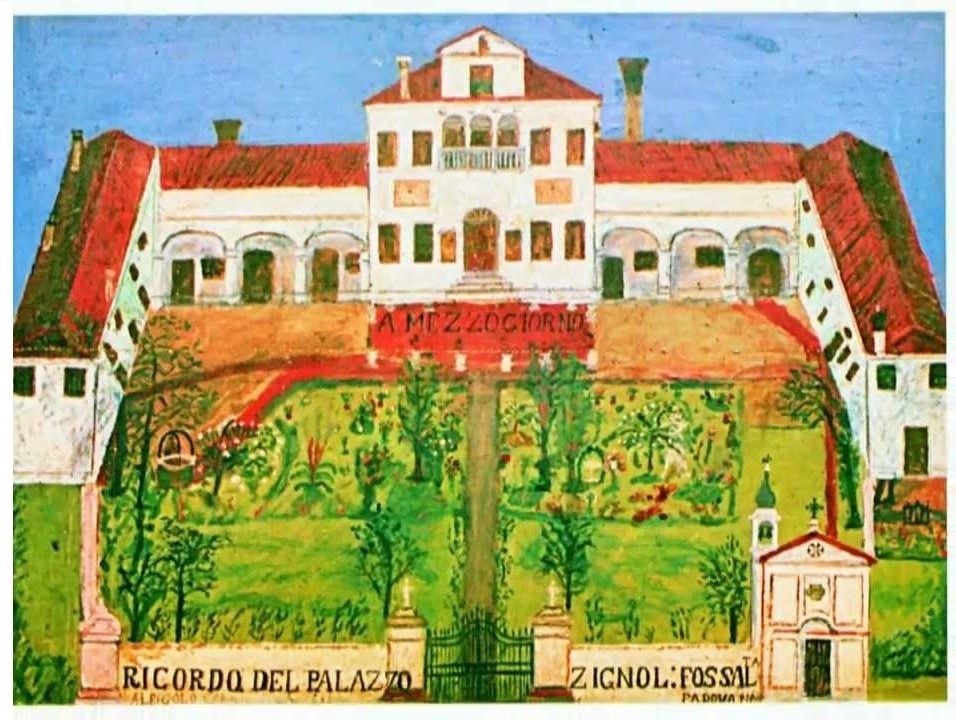
Quadro che raffigura villa Donà (ormai distrutta) a Fossalta di Trebaseleghe